# Lutueki
Lutueki (auch: Lutu egi, Lutueiki) ist ein winziges Eiland im Süden von Haʻapai im Pazifik. Sie gehört politisch zum Königreich Tonga.

## Geografie
Das Motu liegt vor der Nordküste von Tungua zwischen Kito, Foua und dem Russell Reef im Norden.

## Klima
Das Klima ist tropisch heiß, wird jedoch von ständig wehenden Winden gemäßigt. Ebenso wie die anderen Inseln der Haʻapai-Gruppe wird Lutueki gelegentlich von Zyklonen heimgesucht.